# نسبة كتلة البروتون-الإلكترون
تكون نسبة كتلة البروتون-الإلكترون في الفيزياء μ أو β مجرد كتلة البروتون الساكنة مقسوما على كتلة الإلكترون. لأنها نسبة لكمية فيزيائية شبه-بعدية، لذا فهي كمية لا بعدية خاصية ثابت فيزيائي لابعدي ولها قيمة رقمية منعزلة عن نظم القياس وهي:
(75)‏μ =mp/me = 1,836.15267245
الرقم الذي بين القوسين هو قياس مشكوك فيه لآخر رقمين. فقيمة μ معروفة بانها 0.4 جزء من البليون.

## النقاش
μ هو ثابت فيزيائي أساسي والسبب:
- تقريبا العلم بأكمله يتعامل مع المادة الباريونية وكيف يؤثر التفاعل الأساسي على تلك المادة. وتتكون تلك المادة من كواركات والجسيمات المتكونة منها، مثل البروتون والنيوترون. فعمر النصف للنيوترونات الحرة هو 613.9 ثانية. أما الإلكترونات والبروتونات فتبدو أكثر ثباتا حسب أفضل المعلومات الحالية، (تتنبأ نظريات اضمحلال البروتون بأن نصف عمر البروتون هو 1032 سنة). ولا يوجد حاليا أي دليل تجريبي يثبت اضمحلال البروتون.;
- البروتون هو أهم باريون على الإطلاق، بينما الإلكترون هو أهم لبتون;
- μ وثابت البناء الدقيق α هما كميتان لا بعدية منبثقتان من الفيزياء الأساسية، وقد نوقش اثنان من الكميات اللابعدية الثلاث في بارو 2002.
- تتألف كتلة البروتون mp أساسا من الغلوونات، وليست الكواركات (العلوي والسفلي) هما اللذان ي م؄ان البروتون. وبالتالي فإن mp ومن بعده معدل μ هي نتائج سهلة القياس للتآثر القوي. في الواقع وفي حدود التناظر فإن mp تتناسب طرديا مع مقياس طاقة القوة اللونية ΛQCD.